# Cambro-Normand

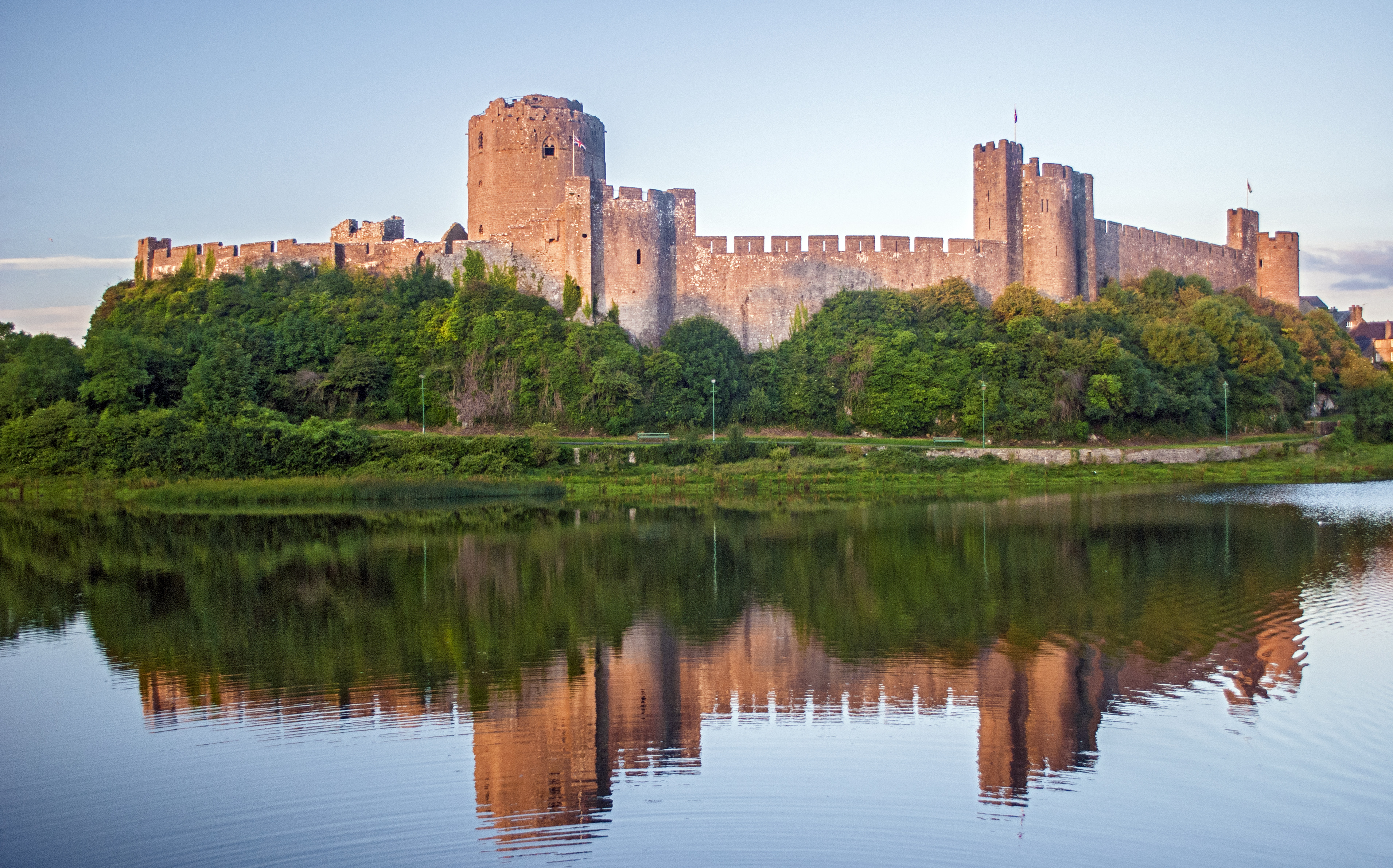
Le château de Pembroke.

Le terme Cambro-Normand  s’emploie pour décrire les chevaliers normands qui ont colonisé le sud du pays de Galles après la conquête normande de l'Angleterre en 1066. 
Des historiens suggèrent que ce terme doit être utilisé de préférence à celui d’Anglo-Normand pour les Normands qui ont envahi l’Irlande à partir de 1169, qui provenaient souvent du pays de Galles. L'exemple-type du Cambro-Normand est sans doute Richard FitzGilbert de Clare. dit Strongbow, comte de Pembroke, qui a débuté l'invasion normande de l'Irlande.
En plus de ces seigneurs cambro-normands, certaines des familles les plus éminentes d’Irlande étaient des familles galloises venues avec l’invasion normande comme les Joyce, les Griffith ou les Walsh, d'où viendront des personnalités comme le corsaire irlandais Phillip Walsh, ainsi que ses fils Antoine Walsh et François Jacques Walsh. D’autres familles originaires du pays de Galles comme les Taaffe, arrivés à cette époque, sont devenues  très importantes au sein de la communauté du secteur irlandais connu sous le nom de Pale.